# 御木裕樹
御木 裕樹（みき ひろき、1973年9月22日 - ）は、国内外で演奏活動する日本の和太鼓奏者、演奏家、作曲家、編曲家、音楽家および指導者、音楽プロデューサーである。本名同じ。血液型はA型。東京都品川区生まれ。愛称はひろちゃん・ひろ・ひろくん。事務所及びレコード会社・レーベルは御木裕樹音楽事務所／Hiroki Music Entertainment（ヒロキ ミュージック エンターテイメント）

## 概要・来歴

### 1973年 - 1989年 ： 生い立ち - 幼少時代
東京・南品川で生まれ育ち、神輿の太鼓（品川拍子・大拍子）や盆踊りの太鼓（盆太鼓）に興味を持ち2歳から和太鼓を叩き始め、5歳で和太鼓団体に入団し10代で後継者を育成する指導者となる。
なお、「太鼓芸能集団 鼓童」初代代表の見留知弘とは5歳の時から同太鼓会で同志であり、相棒として同会の新境地を切り開き10年間共に良きパートナーとして活動した。
幼少時代における自らの和太鼓に対する熱中ぶりを「夜眠る時も太鼓のバチを握り、抱きながら寝ていた」と話している。

### 1989年 - 1995年 ： プロデビュー - TRYIN'TIMES時代
1989年、15歳で和太鼓奏者としてプロデビューし、「ロックソーラン節」でNHK紅白歌合戦2回出場・ロック民謡歌手「伊藤多喜雄 ＆ TRYIN'TIMES」（トライン・タイムス）（TAKiO BAND）のレギュラーメンバーとなり6年間所属。
国内・海外コンサートツアーの他、複数枚のCDアルバムレコーディングにも参加。
同バンドにてプロデュースした「北海道 稚内南中学校・郷土芸能部 学び座」「ソーラン節」が「第10回日本民謡民舞大賞」（テレビ東京）にて日本民謡民舞大賞を受賞（優勝）。後に映画化・ドラマ化され「南中ソーラン」（ロックソーラン・よさこいソーラン）として全国的にブームとなる。
同バンドで、米谷智（尺八）、佐々木光儀（津軽三味線）、土井啓輔（尺八）、木乃下真市（津軽三味線）などと15歳で出会い、以後共演を重ねる。

### 1995年5月1日 - 現在 ： コンサート・ライブ・セッション・ユニット・バンド活動
1995年、21歳より伝統やジャンルの枠にとらわれず、自己の名義による国内外でのコンサート及びライブ活動を開始。同時に和楽器や洋楽器で編成された、「和太鼓 御木裕樹＆HIROKI BAND」を結成。
楊興新（胡弓）、東原力哉（ドラムス）、B.B.モフラン（パーカッション）、村上“ポンタ”秀一（ドラムス）、坂田明（サックス）、渡辺香津美（ギター）、喜納昌吉（ボーカル・エレキギター・三線）、南こうせつ（フォークシンガー）、宗次郎（オカリナ）、溝口肇（チェロ）、堺正章（タレント・俳優・ミュージシャン）、島田歌穂（女優・歌手）、高樹澪（女優・歌手）、加藤登紀子（シンガーソングライター）、森山良子（歌手）、森田公一（作曲家・編曲家・歌手）、カブキロックス（ロックバンド）、りんけんバンド（沖縄ポップバンド）、永六輔（タレント・作詞家）、小室等（フォークシンガー）、小山貢（津軽三味線・小山流 二代目家元）、木乃下真市（津軽三味線）、上妻宏光（津軽三味線）などと数多く共演。
ロック、ジャズ、イリュージョンマジック、殺陣、ブレイクダンス、格闘技など異なるジャンルとのコラボレーションを重ねている。

### 礼儀と基礎を重んじる「太鼓道」の創造と、音楽・芸術・エンターテイメント「スーパー和太鼓」の創造
この様なセッションを繰り返す演奏活動について「あらゆる音楽、楽器とコラボレートし、和太鼓の可能性を広げたい」「オリジナルを創って最初は邪道だと言われても、それが受け継がれ、根付いていけば伝統になる。現在伝統になっているものも、生み出された当時は新しい異端のものだったはず」とインタビューで語っている。
『心得・礼儀・礼節・基礎・基本・原点』を重んじ、何事にも真剣で妥協せず一生懸命に取り組む精神を大切にした「和太鼓 御木裕樹流 太鼓道」を創造し、門下生をはじめタレントや和太鼓グループへの和太鼓指導・作曲・プロデュースなど、芸道の伝承・継承にも力を入れているのと同時に、和太鼓らしさや和太鼓が本来持つ良さ・音色・間・リズムなどを大切にしながらも、コンサートタイトルや活動スタイルを“スーパー和太鼓”と題し、和太鼓演奏を音楽・芸術・自分の唄・パフォーマンス・エンターテイメントとして創造し続けている。
「元祖の“太鼓道”と斬新な“スーパー和太鼓”は一見相反する様に見えるが一心同体であり、原点があるから発展する事ができ、発展するからこそ原点がより大切なものになる。」と語っている。
また、御木裕樹の楽曲は各種音楽配信サービスでダウンロード及びストリーミング配信されており、和太鼓の新しい魅力を世界にアピールしている。
2020年、YouTubeチャンネル「【ひろちゃんねる】御木裕樹（和太鼓奏者）Official Channel “SUPER WADAIKO” HIROKI MIKI」を開設し、従来のオフィシャル動画やサウンド配信と同時に「ひろちゃんねる」番組内にてトーク、指導・レッスン、実演・演奏などを行っている。
和太鼓 御木裕樹流 家元。 和太鼓 御木裕樹流 裕樹會 会主。

## 人物・エピソード

### 和太鼓との出会い・運命・宿命
- 「2歳から始まった太鼓人生であるが、初めてその音色を聴いた時、体が熱くなってしびれたのを覚えている。品川宿の名残がある南品川で生まれ育ったが、品川は昔からお祭りが盛んで一年を通してあちこちから太鼓の音が聞こえてくる。太鼓の音を聞くだけで血が騒いで居ても立ってもいられず、太鼓の音がするほうに近づいて行くと、お祭り前の季節には神輿の太鼓（品川拍子・大拍子）の練習を、また盆踊り前の季節には盆太鼓の練習などをやっていて、近所のおじさん達が叩かせてくれて、優しく教えてくれて、家でも座布団やダンボールで夢中になってお稽古するほど熱中した。」「また、2歳の頃から大田区の平和島温泉（現在：天然温泉平和島）に祖母に連れられて毎日のように通った。ここは当時お年寄りが温泉につかったり、お茶を飲んだりする敬老会館のような場所で、ここの舞台で毎日行われる演芸の盆踊りのコーナーで太鼓を叩かせてもらって盆太鼓を叩いていた。幼い頃から太鼓に接する機会がほんとうに多く、太鼓に打ち込める環境が自然に整っていたと言える。」とインタビューの中で、幼少時に和太鼓を始めたきっかけについて答えている。
- 幼い頃から日本の伝統楽器である和太鼓をやっているため、家柄や両親の影響で和太鼓を始めたと思われる事が多いが、実際は全く関係なく自ら興味を持って2歳から始め、「父は自分が太鼓を始めてから『そんなにおもしろいのか』と自分より後に始めたくらいですから（笑）」とインタビューで語っている。
- 和太鼓本体や、手に持つ桴（バチ）、太鼓の台などは全て樹木で作られている事から、御木裕樹（みき ひろき）という名前は芸名だと思われる事が多いが、これは偶然の一致で本名であり「物心がついた時にはすでに和太鼓を叩いていたので、和太鼓との運命・宿命を感じる。大変に有り難い名前を頂いた両親と、見守り導いて下さった神に、感謝の心でいっぱい。」と話している。

### 影響・エピソード
- 東京都品川区南品川の御木裕樹が生まれた病院から距離にして数百メートル、生まれ育った家からも数百メートルの距離（隣の町会）に、テレビドラマ『西部警察』（石原プロモーション・テレビ朝日）の「警視庁・西部警察署」庁舎として建物外観が使用されていたロケ地「旧：東洋現像所・品川ビデオセンター」（現：㈱IMAGICA Lab.・品川プロダクションセンター）があり、毎日この庁舎や付近地域でロケーションが行われ、よく撮影シーンを見学しており、「ドラマ『西部警察』が大好きなのは言うまでもないのだが、なんと言ってもロケ地が地元でセリフも生で聞こえるし、結果的にオンエアされずにカットされてしまうシーンもあるが撮影はカメリハも含めて、かなりの時間を要する事も小学生ながらに知った。カースタントや爆破、銃撃戦などのアクションシーンも目の前で見て迫力があったが、何よりも小学校低学年の段階で、素晴らしい俳優の演技を頻繁に拝見出来た事は幸せな出来事だった。当時すでにバリバリ和太鼓をやっていたし、演奏の“演”は演技の“演”でもあり、“演”じて“奏”でる事が演奏でもあるし、演奏はある意味お芝居でもあるから物凄く勉強になった。」と石原裕次郎、渡哲也、舘ひろしなどの演技を生で頻繁に観ていた事が、自身の演奏や音楽活動の表現においてもとても参考になり影響を受けた、というエピソードをインタビューで明らかにしている。
- 「中学を卒業して15歳でプロ和太鼓奏者になるまでは最大の趣味が『和太鼓』であったが、和太鼓のプロになった時から新たな最大の趣味が『マジック（手品・奇術）』になった。ちょうど中学卒業間近の1989年（平成元年）に『Mr.マリック 超魔術』がブームになり、見せ方やエンターテイメント性にも感動した。マジックにおける演技やセリフ、手順や演目の組み立て方など、演奏や音楽活動と共通している部分が沢山あって本当に勉強になる。主にクロースアップマジックと言われるテーブルマジックのカードマジック・コインマジックにハマって、気がついたらマジックの参考書・解説書・カード・コインなどのマジック道具で本棚が埋まった。」と話しており、その時の心境を「それまで『職業：中学生・趣味：和太鼓』だったから、和太鼓ばかりに没頭していると結局それは『趣味ばかりに没頭している』中学生な訳で、なんか悪い事をしているような、なんか遊んでばかりでいけない事をやっているように見られる部分もあったが、中学校卒業後に『職業：和太鼓奏者・趣味：マジック』と変わり、『今日から堂々といくらでも和太鼓に時間を費やしてもいいし、どれだけバチを削っていてもチャッパを磨いていても太鼓のお稽古をしていてもいいんだ！』と、この瞬間から劇的に目の前の霧がなくなるかのように視界がパーっと開けて、今までと同じ様に太鼓の事に時間を費やしていたとしても今日からは『仕事に精を出す青年（少年）』になった訳で、プロになったという誇りと期待と自信に満ち溢れた。」と語っている。また、「プロデビューした最初の頃は和太鼓だけで食えないからアルバイトをしていて、バイトで稼いだお金をマジック用品に注ぎ込み自宅でも鏡の前でお稽古するなどかなり研究していたが、本職である和太鼓の演奏活動でのコンサート終了後の打上げや宴会、日頃のパーティーや人が集まる席などで色々な人にマジックを披露した時に、その場で演技を観ている“マジックの観客”が差し出す『ご祝儀（おひねり）』が毎月のバイトの給料を遥かに上回り、『人を感動させる“芸道”という世界は本当に素晴らしい』と思ったし、正に『芸は身を助ける』という事を実感した。マジック披露時のご祝儀が毎月入る事で、実際にその後バイトを辞めてさらに本業の音楽活動に必要な楽器なども買っていた。」と話しており、御木裕樹のマジックを何度も観ている芸能業界関係者は「本職並みの腕前」とコメントしており、本人も「マジシャンとして出演依頼をされて正式にギャラをもらってマジックの仕事をした事が何度もある。」とインタビューで語っている。
- 実話を元に作られたテレビドラマ『スクール☆ウォーズ ～泣き虫先生の7年戦争～』は御木裕樹の“人生のバイブル”であると話しており、「小学校5年生の時にこのドラマを見たが、この『スクール☆ウォーズ』を見ていなかったら今の自分ではないし、和太鼓を続けてはいなかっただろう。落ち込んだ時や悩んだ時、寂しい時やムカついた時、悲しい時や切ない時、いつも劇中の滝沢先生の声が聞こえてきて励まされ勇気づけられる。『One for all, All for one（一人はみんなのために、みんなは一人のために）』、『愛とは相手を信じ、待ち、許す事』、『信は力なり』など数々の名言や、生きる意味や命の大切さ、人を思いやる気持ちの大事さや仲間を愛する気持ち、道徳的な事から人を信じる事、励まし合う事、そして『何事も一生懸命にやらなければ意味が無い』といった“やる気”や、人間誰しも“やる気”になって『やればできる！』という“勇気”を与えてくれた。そんな人間の一番弱い心の部分や人間として生きるために必要な基本的精神を教えてくれたような気がする。」と話しており、プロ音楽活動においても人生においても重要な“正義の奥義”でもあると話している。また、ドラマの中で川浜高等学校 体育教師で同校ラグビー部監督・滝沢賢治 役を演じた山下真司（俳優）と実際に会った際、「山下さんがドラマで見せる涙は全て本物で正に迫真の演技そのものであり演奏家・舞台演者としても共通点が沢山あり、かなりの影響を受けた事や、このドラマに対する“想い”や“情熱”をお話させて頂き本当に喜んで下さり、『こういう人が居る事が嬉しいし、また男性だというのが嬉しい。』ともおっしゃって頂いた。また、撮影当時のお話や山下さんの“想い”なども聴かせて頂き本当に有り難く、小学生時代から胸に刻まれ自分の和太鼓人生にも大きく影響を与えた山下さん本人と談笑出来ている事こそ、本当に『信は力なり』だと思った。」と、その時の様子をインタビューで話している。
- 御木裕樹の和太鼓を最大限に生かすオリジナル曲の中の一曲「金四郎」は、杉良太郎が演じる名奉行「遠山の金さん」こと遠山金四郎をイメージして作曲し、「まだ“お奉行様”とはわからない“遊び人の金さん”が、桜吹雪の刺青を見せながら悪者と戦う姿を曲にした」という。
- 全身を使っての演奏はかなりハードで「2時間のコンサートで3キロくらいやせます。リハーサルから汗だくです（笑）」とインタビューで語っている。
- インタビューの中で“音楽活動での面白い経験”を聞かれ、「ライブの打ち上げでみんなで高級クラブに飲みに行った時に、マジックはやらされるわモノマネはやらされるわで、大汗かいて全然打ち上がれなくて（笑）、挙句の果てに帰り際にホステスから「ありがとう！本当に楽しかったです！」って言われて、どっちが客だか分からなかった事（爆笑）」と答えている。
- ナムコの音楽ゲーム『太鼓の達人』が出た頃、「ゲームセンターに“マイ桴（バチ）”を持っていってプレイした（笑）」と語っており、「元々筐体に設置されている2本のバチが短いヒモで結びつけて固定してあり自由にバチを振り上げられず演奏が困難な事と、和太鼓で言う“捨てバチ”（ゴーストノート・装飾音）や“アドリブ”を入れると点数が下がるのは“太鼓の達人道”に反している（笑）」と語っている。また同時に“痛い経験”として「この時プレイ中に、後ろで次の順番待ちの為に並んでた女子高生2人組に『チョ～マジで上手くな～い！』と、語尾上げで誉められた事（笑）」とインタビューで答えている。
- 御木裕樹が小学生の頃から“自分が演奏するリズムやビート、唄い方やフレーズに幅をつける為に勉強した”のは、大好きなヒップホップミュージックのラップである。同時にそれを包み込むドラムビートやグルーヴも同様である。また「15歳からヒップホップダンス・ブレイクダンスにハマり、プロに教えてもらいながら毎日練習してディスコやクラブに通った。」と話しており、インタビューの中で「今まで影響を受けたアーティスト」の一つとして『パブリック・エナミー』（ニューヨークのヒップホップ グループ）と答えている。

### 音楽性・表現性・演奏スタイル・和太鼓 御木裕樹流
- 「和太鼓を演奏すると、自分の気持ちが正直にすべての音になり、同じセッションは2回と無い。和太鼓で“自分の唄”を唄い感情を表現することで、一プレイヤーとしてたとえどんなジャンルであってもコラボレート（協同制作）できる、和太鼓とはそんな素晴らしい楽器だと思う。自分の楽曲も、わが国の伝統・和太鼓の新たな表現の一つと認識している。」とコメントしている。
- 「和太鼓はただ力一杯打ち鳴らすだけではなく、ドーンと叩いた後の余韻を効果的に使ったり多様な表現法がある。実際、落語や日本舞踊などの「間」が自分にとっては非常に参考になる」と、喜怒哀楽や自分の感情を楽器で唄い表現する事について語っている。
- 「和太鼓が上達するのに一番必要な事は、“挨拶”である。」とインタビューで答えており、自分自身や共演者・スタッフ・楽器など何に対しても『礼儀・礼節・思いやり・感謝の心』が特に重要であるとしている。
- 「和太鼓は力強い音と、リズム。和太鼓の音色は人間の心臓の鼓動と似ている部分があって、あの音を聴くとぐっと胸にきますね。それが魅力。」「日本の音、リズム、間、心と、今風の聴きやすいビートとをミックスして、面白いことができるんじゃないかと思っている。」「団扇太鼓、締太鼓、長胴太鼓（宮太鼓）、桶胴太鼓、大太鼓といった様々な和太鼓を組み合わせ、邦楽・洋楽といったジャンルにとらわれず、いろいろなアーティストとセッションを試みている。」と楽器、ライブ活動、演奏スタイルである“スーパー和太鼓”についてインタビューで話している。
- 「“打楽器としての和太鼓の可能性”を最大限に引き出したい。」と雑誌のインタビューで語っている。
- 和太鼓 御木裕樹流 門下生への和太鼓教室でも御木裕樹自身が明確に指導している“和太鼓演奏における重要な三大要素”を『音・リズム・見栄え』としており、「1.まず一つ目は力強く芯のある音、抜ける音を出す事。同じ種類・同じ大きさの太鼓であってもその個体（その楽器）により一台一台全て感触も音色も異なるが、“その楽器自体が本来持つ最高に良い音”をバチのインパクトとタッチでコントロールし、その楽器を最大限に良い音色で鳴らし奏でる事。」「2.次にリズム感良く演奏する事で、ある一定のテンポでフレーズやリズムを演奏するのであればそのインテンポのリズムを一切乱さずに叩く事。時にはテンポをあえて崩したり、リズムではない音符をルバートで奏でる事もあるが、全てにおいてリズム楽器を操る者として技術を磨く事が必要で、そのリズムを出すべくして自信をもって叩き出したリズムとして演奏する事。」「3.最後は見栄えであり、いくら音とリズムが良くても見栄えが悪ければ魅せる芸にならない。演奏前・演奏中・演奏後の所作や姿・アクションはもちろん、いつどの瞬間を写真に撮っても美しい姿に見えるよう見栄えにこだわり演奏する事。」「これらの三大要素が全て合わさって初めて一つの芸として和太鼓演奏が完成する。」とインタビューで答えており、「和太鼓演奏は、“音楽”であり、“芸術”であり、“自分の唄”である。」と話している。
- KORG（株式会社コルグ）のパーカッション・シンセサイザー「初代 WAVEDRUM WD-1」（1994年発売）を愛用するプレイヤーの一人であり、この楽器の製作に関わったプロミュージシャンやパーカッショニスト及び関係者の協力により、発売当初から現在までコンサートや録音などの仕事において「初代 WAVEDRUM WD-1」を使い続けてきている。「発売当初、初代 WAVEDRUM WD-1を初めて触った時から、この最高傑作の魔法の楽器に魅了され続けていて、音楽家人生を一生涯共にしていく名機。」と話している。
- 「和楽器を特別なものと考えないで、普段聴いているロックやポップスと同じ立場で聞いてほしい音楽だ。」と掲載されている。[3][7][8][9][10][11]

## 主な活動歴

### 15歳でプロデビュー

#### 1989年 - 1994年
- 1989年4月、中学校卒業後15歳で“和太鼓奏者”としてプロデビューし、職業：“太鼓叩き”、“太鼓打ち”として生計を立てる。「伊藤多喜雄 ＆ TRYIN'TIMES」（トライン・タイムス）（TAKiO BAND）のレギュラーメンバーとなり6年間所属し、国内外ツアーで活動。同バンドにて年間約100本のコンサートをこなし、自身のソロ活動を合わせると15歳～21歳までの6年間に合計700回を超える本番舞台経験を積む。
- 1991年から2年連続で、香港（イギリス領 香港 時代）公演ツアー。
- 1992年には、「トルコ・イスラエル・エジプト、中近東公演ツアー」にて、日本の音楽家の代表として出演。

### コンサート・ライブ・セッション・ユニット・バンド活動を開始

#### 1995年 ： 21歳でソロ活動を開始
- 1995年5月1日からソロ活動を開始し、同時に「和太鼓 御木裕樹＆HIROKI BAND」を結成。また、自己の名義による国内外でのコンサート及びライブ活動を開始。
- ジャズライブハウス・六本木バレンタインなどで「和太鼓 御木裕樹 LIVE！」を定期的に行う。木乃下真市（津軽三味線）、浅井真一（エレキギター・元 ロックバンド 六三四Musashi）、安田英司（ベース・中森明菜、和田アキ子、増田恵子）、上妻宏光（津軽三味線）をメンバーに加えて活動。
- 「品川 和太鼓 御木裕樹 投げ銭コンサート」を1995年 - 2000年まで6年連続で行う。　東京都・品川区　品川区立城南小学校（第1回）・天妙国寺 境内（第2回～第6回）

#### 1996年 ： 「和太鼓 御木裕樹＆HIROKI BAND」公演
- 1996年には「和太鼓 御木裕樹 LIVE！」を積極的に行う。鈴木明男（サックス・柳ジョージ&レイニーウッド）、西村直樹（ベース・上々颱風）をメンバーに加えて活動。
- 様々なセッション・ユニット・バンドでのソロ和太鼓奏者活動の他、「和太鼓 御木裕樹＆HIROKI BAND」としても公演を行う。
- 御木裕樹（和太鼓）と、中村力哉（ピアノ）の2人によるユニット「りきみきセッション」を結成し活動開始。メンバーは木乃下真市（津軽三味線）、上妻宏光（津軽三味線）、 白築純（ヴォーカル）、西村直樹（ベース）など。

#### 1997年 - 1998年 ： 「和太鼓 御木裕樹 スーパーライブ」を各地で公演
- 1997年から「和太鼓 御木裕樹 スーパーライブ」などを行う。坂本竜太（ベース・水樹奈々、スガシカオ）をメンバーに加えて活動。
- また、クリヤ・マコト（ピアノ）、BIG HORNS BEE（ビッグ・ホーンズ・ビー）（元・米米CLUB）と共に「ニッポニア“X”」を結成し活動開始。
- 1998年には「和太鼓 御木裕樹＆HIROKI BAND」コンサートを行う。共演：上妻宏光（津軽三味線）、他

### プロデビュー10周年

#### 1999年 ： 「和太鼓 御木裕樹 コンサートツアー」
- 1999年に「和太鼓 御木裕樹 スーパーセッション」公演を各地で行い、東京都・品川区では同公演を「ゲートシティ大崎ホール・落成記念公演」として行う。共演：木乃下真市、他。
- 「和太鼓 御木裕樹 コンサート」のタイトルで各地でライブを行い、関東では千葉県・松戸森のホール21 大ホール、同県 野田市文化会館、神奈川県・川崎市教育文化会館などで公演を行う。
- 東京・港区で「御木裕樹・上妻宏光 スーパーデュオライブ」を行う。[12]
- 同年、栃木県・佐野市の事業として発足した同市初の和太鼓チーム「さの秀郷太鼓」を立ち上げから総合プロデュースし、指導・作曲・楽曲提供・構成・演出・振付などを手掛け2年間講師を務める。

#### 2000年 ： ユニット「Dumbata」（御木裕樹・東原力哉・B.B.モフラン）活動開始
- 2000年に、東原力哉（ドラムス・ナニワエキスプレス、野獣王国）、B.B.モフラン（パーカッション・キーボード・渡辺貞夫、ライオン・キング）と共に、打楽器スペシャルユニット「Dumbata」（ドゥンバータ）を結成し活動開始。
- 「和太鼓 御木裕樹 スーパーセッション」のタイトルで各地でライブを行い、関東では千葉県・千葉市民会館、神奈川県・平塚市民センター などで公演を行い、群馬県・高崎市 新町文化ホールにて「御木裕樹（和太鼓）プロジェクト＋上妻宏光（津軽三味線）」を行う。
- 同年から、福島県・須賀川市の和太鼓団体「奥州須賀川松明太鼓保存会」の和太鼓演奏指導、作曲・楽曲提供を手掛ける。

#### 2001年 - 2002年 ： 「和太鼓 御木裕樹 コンサート」「和太鼓 御木裕樹 ライブ」を全国で展開
- 2001年には「和太鼓 御木裕樹 コンサート」及び「和太鼓 御木裕樹 ライブ！！」を、東京都・大田区 大田区民プラザ 大ホール 友情出演：楊興新（胡弓・皇居にて「皇后陛下御誕生日祝賀」の席で祝賀演奏を披露）、長野県・佐久市 龍雲寺 特設ステージ、埼玉県・戸田市 戸田市文化会館、茨城県・伊奈町（現在：つくばみらい市） ワープステーション江戸 ネオ中村座　共演：鈴木美香（ピアノ・キーボード）、東京都・港区 ドイツ文化会館 OAG-HAUSホール、東京都・千代田区 日比谷シティ、東京都・江戸川区 江戸川区総合文化センター、千葉県・市川市文化会館、同県 千葉市中央公園 特設ステージ など各地で行い、「御木裕樹 プロジェクト IN わらび」を埼玉県・蕨市民会館 コンクレレホールで行う。
- 東原力哉（ドラムス）、B.B.モフラン（パーカッション）とのユニット「Dumbata」の公演を各地で行い、東京都・世田谷区 世田谷パブリックシアター（9月・12月、計2回公演）、茨城県・玉里村総合文化センター（現在：小美玉市）、群馬県・大胡町 生涯学習センター、東京都・江東区 亀戸文化センター カメリアホール、千葉県・千葉市文化センター の他、同県・松戸森のホール21では「Dumbata（ドゥンバータ）＋上妻宏光（津軽三味線）」を行い、滋賀県・甲賀市 では「和太鼓サウンド夢の森2001」に同ユニットがゲスト出演。
- 2002年に「和太鼓 御木裕樹 LIVE！！」、「和太鼓 御木裕樹 セッション」、「和太鼓 御木裕樹ユニット」の各東京公演をはじめとし、宮城県・気仙沼市民会館、福島県・会津若松市、神奈川県・平塚市、千葉県・千葉市・柏市・市川市・八千代市など各地で行う。また、「ディナーショー」 千葉県・木更津市にて、福士豊勝（津軽三味線）、福士豊秋（津軽三味線）、上妻宏光（津軽三味線）と共演。

#### 2003年 ： CDアルバム発売、『御木裕樹MODEL』楽器・バチ・チャッパなどを監修・発売
- 2003年には「和太鼓 御木裕樹 コンサート」を東京都・港区 ドイツ文化会館、神奈川県・茅ヶ崎市民文化会館、同県・平塚市、埼玉県・飯能市で行い、「和太鼓 御木裕樹 邦楽ユニット」公演 共演：石川喜代美（民謡歌手・日本コロムビアレコード）を神奈川県で行う。
- CDアルバム発売、『御木裕樹MODEL』の楽器・バチ・チャッパ・太鼓ケース・チャッパケースなどを監修し発売開始。（㈱宮本卯之助商店）（御木裕樹監修）
- 和太鼓＆殺陣のスーパーユニット「斬打屋 ZAN-DA-YA」を、島口哲朗（殺陣・剣舞・映画『キル・ビル』殺陣振付、出演）と共に結成し活動開始。

#### 2004年 ： 国内及び、ヨーロッパ・ルーマニア、ロシア公演ツアー
- 2004年に「和太鼓 御木裕樹コンサート “スーパー和太鼓”」を国内外で展開し、ロシア公演ツアーを成功させる。
- 「和太鼓 御木裕樹コンサート “スーパー和太鼓” 無限に広がる和太鼓の可能性」を、福島県・須賀川市 須賀川市文化センターの他、千葉県などで行う。
- 「ヨーロッパ　ルーマニア公演ツアー」にて佐々木光儀（津軽三味線・佐々木光儀流 家元）と共演。
- 在籍していた和太鼓ユニット『ZI-PANG』公演にて、和太鼓とステージマジックを融合させた『和太鼓イリュージョン』を監修し実演・披露する。共演：林田ひろゆき（和太鼓）、THE STRiPES（タップダンス・北野武 監督映画『座頭市』振付、出演） 奈良県・大和高田市 さざんかホール。
- 岩間哲也（津軽三味線・松村和子）、プロマジシャン・ジュニア渚（父：日本奇術協会 会長・渚晴彦）と共にパフォーマンスユニット「COLLABO」を結成し公演を行う。東京都・新宿区 新宿コマ劇場

#### 2005年 ： 「和太鼓 御木裕樹 “スーパー和太鼓”の世界」及び、中南米公演ツアー
- 2005年に「和太鼓 御木裕樹 “スーパー和太鼓”の世界」、「和太鼓 御木裕樹 ユニット」の各公演を東京都、神奈川県などで複数行う。
- 『和太鼓イリュージョン』の他、手に持つ桴（バチ）が変幻自在に変化（消失・テレポーテーション・出現・増加など）するステージマジックを制作し、本格的にライブにてイリュージョンマジックを取り入れる。マジック指導：ジュニア渚（プロマジシャン・イリュージョニスト）
- 和太鼓ユニット「ZI-PANG」中南米公演ツアー　ベネズエラ、コロンビア、エクアドル、グアテマラの計4カ国にて9回公演を行う。共演：林田ひろゆき(和太鼓)、他

#### 2006年 ： 「和太鼓 御木裕樹 “スーパー和太鼓”の世界」を各地で公演
- 2006年に「和太鼓 御木裕樹コンサート “スーパー和太鼓の世界”」公演を神奈川県・相模原市 グリーンホール相模大野、同県・横浜市 神奈川県立音楽堂、同県・鎌倉市 鎌倉芸術館 大ホール、同県・横須賀芸術劇場、他 千葉県などで行う。
- 壮絶なリズムアンサンブルDUOユニット「CHI-GI-RI」（チギリ）を、林田ひろゆき（和太鼓・元 鼓童）と共に結成し活動開始。

#### 2007年 ： ライブDVD発売、「和太鼓 御木裕樹 ライブ “スーパー和太鼓”」公演及び、ニューカレドニア公演ツアー
- 2007年から、東京・港区 六本木 STB139 スイートベイジルで「和太鼓 御木裕樹 ライブ “スーパー和太鼓” 無限に広がる和太鼓の可能性」を毎年行う。
- ライブDVD発売。
- 「和太鼓 御木裕樹コンサート」を東京都・立川市市民会館（アミューたちかわ）、埼玉県・川口リリアホール、及び 神奈川県で行う。
- 「オセアニア・フランス領 ニューカレドニア 公演ツアー」にてディナーショーなどを行う。共演：楊興新（胡弓）、鈴木美香（ピアノ・キーボード）

#### 2008年 ： 「和太鼓 御木裕樹 ライブ “スーパー和太鼓”」を各地で公演
- 2008年には、ライブDVD発売記念!! 六本木 STB139 スイートベイジル スペシャル公演「和太鼓 御木裕樹 ライブ “スーパー和太鼓” 無限に広がる和太鼓の可能性」 伝統的な殻を破り、新たな世界を切り開く御木裕樹の情熱的なステージを―　公演を行う。
- 「和太鼓 御木裕樹コンサート」を、東京都・立川市市民会館（アミューたちかわ）、神奈川県・横須賀芸術劇場（10月・11月、計2回公演）、千葉県・四街道市文化センター、他 埼玉県・さいたま市などで行う。

### プロデビュー20周年

#### 2009年 ： 音楽プロデューサーとしても指導・作曲・楽曲提供・構成・演出・振付など多数手がける
- 2009年に、プロデビュー20周年を迎え「和太鼓 御木裕樹 ライブ “スーパー和太鼓” 無限に広がる和太鼓の可能性」 伝統的な殻を破り、新たな世界を切り開く御木裕樹の情熱的なステージを―　公演を東京都・六本木 STB139 スイートベイジル、他 東京都・墨田区、葛飾区などで行う。
- 音楽プロデューサーとしてもタレントやミュージカル、他のジャンルのプロ演奏家や全国の和太鼓チームへの和太鼓指導・作曲・楽曲提供・構成・演出・振付などを手がける。

#### 2010年 - 2018年 ： 「“スーパー和太鼓” 御木裕樹 ライブ」を国内外で公演
- 2010年には「“スーパー和太鼓” 御木裕樹 コンサート」及び「“スーパー和太鼓” 御木裕樹 ライブ」を、東京都・多摩市 パルテノン多摩 大ホール、島根県・雲南市 掛合体育館　共演：白築純（ピアノ・ジャズヴォーカリスト）、他 東京都・神奈川県で行う。
- 2011年に、東京都・港区 八芳園にて「“スーパー和太鼓” 御木裕樹 ライブ」を行う。
- 同年、北海道・室蘭市の和太鼓団体「室蘭和太鼓會」の作曲・楽曲提供を手掛ける。
- 2012年には「新春ライブ　魂を揺さぶる美しい胡弓の音色…　心に響く和太鼓の波動…　楊興新（胡弓）＆御木裕樹（和太鼓）による、静と動のセッション！！」を東京で行う。
- 2014年に「“スーパー和太鼓” 御木裕樹 LIVE！ ～無限に広がる和太鼓の可能性～」を東京都、千葉県などで行う。
- 2015年から、土井啓輔（尺八・『麿赤児 大駱駝艦』音楽提供）、鈴木美香（ピアノ・キーボード・ミュージックマニピュレーター・作曲家・編曲家）と共に、トリオユニット『もだ楽 MODA-RAKU』を結成し活動開始。
- 2016年から「“スーパー和太鼓” 御木裕樹 ライブ」を、東京都・神奈川県・千葉県・埼玉県・静岡県などで定期的に行う。

### プロデビュー30周年

#### 2019年 ： 平成の時代と共に駆け抜けた30年間と、記念日5月1日
- 2019年、昭和から平成となった1989年（平成元年）4月に15歳でプロデビューし、平成が幕を閉じた2019年（平成31年）4月でちょうどプロ演奏活動30周年の節目を迎え、和太鼓のプロフェッショナルとして国内外での公演回数実績は2.800回公演を超える。また、5月1日というのは御木裕樹が15歳から所属していたバンドを独立し、自己の名義による国内外でのライブ活動を開始した“ソロ活動開始 記念日”（1995年（平成7年）5月1日）である為、 第126代天皇が即位し平成から令和に改元された2019年（令和元年）5月1日にて、ソロ活動としてもジャスト24周年を迎える。

#### 2020年 ： 「和太鼓奏者・御木裕樹 YouTube Official Channel【ひろちゃんねる】」を開設
- 2020年、YouTubeチャンネル「【ひろちゃんねる】御木裕樹（和太鼓奏者）Official Channel “SUPER WADAIKO” HIROKI MIKI」を開設し、従来のオフィシャル動画やサウンド配信と同時に「ひろちゃんねる」番組内にてトーク、指導・レッスン、実演・演奏などを行っている。[1][3][4][8][13]

## 主なイベント出演
| 年     | 公演名 | 場所                                                            |
| ------ | --- | --------------------------------------------------------------- |
| 1991年 | 「WOMAD'91」 | 神奈川県・横浜みなとみらい                                      |
| 1993年 | 「たたみらい'93」 ゲスト出演 | 東京都・豊島区 池袋・サンシャインシティ 噴水広場・特設ステージ  |
| 1994年 | 「畳フェア'94」 ゲスト出演 | 東京都・豊島区 池袋・サンシャインシティ 噴水広場・特設ステージ  |
| 1995年 | 「南品川・天王祭」（荏原神社・例大祭・品川かっぱ祭） 御木裕樹・特別公演                                                                                           | 東京都・品川区                                                  |
| 1996年 | 「赤い羽根チャリティーコンサート」 | 東京都・千代田区 秋葉原駅前広場                                 |
| 1997年 | 「遊園地 としまえん」 ゲスト出演 | 東京都・練馬区                                                  |
| 1997年 | 「遊園地 東京サマーランド」 ゲスト出演 | 東京都・あきる野市                                              |
| 1997年 | 「福岡センチュリーゴルフクラブ」 ゲスト出演 | 福岡県・朝倉市                                                  |
| 1998年 | 「東京ディズニーリゾート ヒルトン東京ベイ」 ゲスト出演 | 千葉県・浦安市                                                  |
| 1999年 | 「東京都・江東区 成人式」 ゲスト出演 | 東京都・江東区 ティアラこうとう                                 |
| 2000年 | 「日本武道館 チャリティーイベント」 ゲスト出演 | 東京都・千代田区 日本武道館                                     |
| 2001年 | 「東京都・多摩市 成人式」 和太鼓 御木裕樹＆HIROKI BAND ゲスト出演                                                                                                 | 東京都・多摩市 パルテノン多摩 大ホール                          |
| 2001年 | 「埼玉県・戸田市 市制施行35周年記念事業」 ゲスト出演 | 埼玉県・戸田市 戸田市文化会館                                   |
| 2002年 | 「第8回 日本太鼓フェスティバル」 ゲスト出演 | 石川県・輪島市 輪島市文化会館                                   |
| 2002年 | 「森の中のサウンドフェスティバル JAPAN WAVE 2002」 ゲスト出演 | 東京都・渋谷区 明治神宮・明治神宮会館                           |
| 2002年 | 「伊勢神宮奉納祭」 | 三重県・伊勢市 伊勢神宮 内宮参集殿 能舞台                       |
| 2002年 | 「東京都 和太鼓コンテスト」大会審査員 | 東京・都庁ホール                                                |
| 2003年 | 「和食ディナーショー」 共演：綾小路きみまろ | 静岡県・下田市 下田温泉ホテル橤岬（現在：下田伊東園ホテル橤岬） |
| 2003年 | 「森の中のサウンドフェスティバル JAPAN WAVE 2003」 ゲスト出演 | 東京都・渋谷区 明治神宮・宝物殿広場                             |
| 2004年 | 「27回日本アカデミー賞・授賞式」 出演 地上波放送：日本テレビ 衛星波放送：BS日テレ                                                                                 | 東京都・高輪プリンスホテル                                      |
| 2004年 | 「社会福祉大相撲」 ゲスト出演 テレビ朝日 公開録画 | 東京都・墨田区 両国国技館                                       |
| 2004年 | 「真交町会100周年 記念式典」 ゲスト出演・ソロ演奏 | 東京都・品川区 御嶽神社（三岳神社）境内                         |
| 2004年 | 「旭道山和泰ディナーショー」（元・大相撲力士） 共演：旭道山和泰（タレント・実業家） 御木裕樹 出演・2004年から和太鼓指導・作曲・楽曲提供・構成・演出・プロデュース | 東京都                                                          |
| 2004年 | 「品川区立城南小学校 創立130周年記念式典」 ゲスト出演 | 東京都・品川区立城南小学校                                      |
| 2004年 | 「PRIDE 男祭り 2004 -SADAME-」 オープニング出演 共演：高田延彦（総合格闘家・タレント）                                                                            | 埼玉県・さいたま市 さいたまスーパーアリーナ                     |
| 2005年 | 「スクール☆ウォーズ ナイト！！」TBSドラマ『スクール☆ウォーズ ～泣き虫先生の7年戦争～』 イベント開催 出演：御木裕樹(斬打屋・打屋)、島口哲朗(斬打屋・斬屋)、他      | 東京都・新宿区 Naked Loft                                       |
| 2005年 | 「PRIDE 武士道 其の六」 オープニング出演 | 神奈川県・横浜市 横浜アリーナ                                   |
| 2005年 | 「北斗旗 大道塾 世界空道選手権大会」（世界大会） ゲスト出演 （KUDO ALL JAPAN FEDERATION）                                                                         | 東京都・渋谷区 国立代々木競技場                                 |
| 2005年 | 「愛・地球博 2005年日本国際博覧会」 ゲスト出演 共演：友納あけみ（シャンソン歌手）                                                                                 | 愛知県・EXPOホール                                              |
| 2005年 | 「サッカー・リフティングプロとのセッション」 ゲスト出演 オープニング演奏                                                                                          | 東京都・渋谷区 渋谷DUO                                          |
| 2005年 | 「きょうされん 第28回全国大会 in とちぎ」 ゲスト出演 オープニング・ソロ演奏                                                                                       | 栃木県                                                          |
| 2005年 | 「プロバスケットボール試合」 ゲスト出演 オープニング演奏 | 新潟県・新潟市 朱鷺メッセ 新潟コンベンションセンター            |
| 2006年 | 「江戸消防記念会 『七番組』式典」 ゲスト出演 | 東京都・品川区 御殿山ヒルズ ホテルラフォーレ東京                |
| 2006年 | 「Make a wish with kwon sangwoo」（クォン・サンウ） 共演：クォン・サンウ（俳優）                                                                                  | 埼玉県・西武ドーム                                              |
| 2007年 | 「2007 神宮外苑花火大会」 ゲスト出演 | 東京都・新宿区 神宮球場・国立競技場（2会場で公演）              |
| 2007年 | 「格闘技イベント TRIBELATE Vol.14」 ゲスト出演 オープング演奏の他、格闘技試合中に御木裕樹が演奏し生格闘技試合とコラボレーション                                   | 東京都・新宿区 新宿FACE                                         |
| 2008年 | 「南品川・天王祭」（荏原神社・例大祭・品川かっぱ祭） 御木裕樹・特別公演                                                                                           | 東京都・品川区                                                  |
| 2009年 | 「有楽町西武 新春祝い太鼓」 御木裕樹ステージ 全３回公演 | 東京都・千代田区 有楽町マリオン1階 特設ステージ                 |
| 2009年 | 「貴船神社 御鎮座千三百年祭 奉納音楽祭」 ゲスト出演 | 東京都・品川区 貴船神社                                         |
| 2010年 | 「有楽町西武 新春祝い太鼓」 御木裕樹ステージ 全３回公演 | 東京都・千代田区 有楽町マリオン1階 特設ステージ                 |
| 2011年 | 「“スーパー和太鼓” 御木裕樹 ライブ！」 | 東京都・千代田区 明治大学 駿河台キャンパス                      |
| 2012年 | 「来日されたサウジアラビア王国・皇太子夫妻への演奏」 | 東京都・千代田区                                                |
| 2014年 | 「靖国神社・みたままつり 奉納芸能」 靖国神社・能舞台での奉納演奏                                                                                                  | 東京都・千代田区 靖国神社 能楽堂                                |
| 2014年 | 「来日された国際オリンピック委員会（IOC）及び日本オリンピック委員会（JOC）の方々への演奏」                                                                        | 東京都・台東区                                                  |
| 2017年 | 「はづき虹映・57th anniversary」 共演：はづき虹映（作家） 御木裕樹 出演・作曲・楽曲提供・構成・演出・プロデュース・和太鼓指導                                     | 東京都・中央区 日本橋公会堂                                     |

## TV出演・主な作品

### 主なTV出演
| 番組名                       | 放送局・備考                                                                          |
| ---------------------------- | ------------------------------------------------------------------------------------- |
| 落語のピン                   | フジテレビ 共演：立川談志（落語家）、伊藤多喜雄（民謡歌手）、立川志の輔（落語家）     |
| ミュージックフェア           | フジテレビ 共演：都はるみ（演歌歌手）                                                 |
| スーパーステージ             | テレビ東京 共演：ちあきなおみ（歌手）                                                 |
| ミュージックフェスティバル   | テレビ新潟・日本テレビ系列                                                            |
| 日本民謡民舞大賞             | テレビ東京 「北海道 稚内南中学校 南中ソーラン・ロックソーラン」をプロデュースし優勝。 |
| 大江戸花火まつり             | フジテレビ                                                                            |
| 社会福祉大相撲               | テレビ朝日                                                                            |
| FAN                          | 日本テレビ 共演：石井竜也（歌手・米米CLUB）                                           |
| 27回日本アカデミー賞・授賞式 | 日本テレビ                                                                            |
| PRIDE 男祭り 2004 -SADAME-   | フジテレビ オープニング出演 共演：高田延彦（総合格闘家・タレント）                    |
| たけしの誰でもピカソ         | テレビ東京                                                                            |

### 主なCM
| 製品                      | 企業・会社               |
| ------------------------- | ------------------------ |
| コンタック 総合感冒薬     | グラクソ・スミスクライン |
| スチームIHジャー炊飯器    | パナソニック             |
| 爽健美茶 黒冴（くろさえ） | 日本コカ・コーラ株式会社 |

### 映画音楽
- 「デッド寿司」（DEAD SUSHI） 演奏録音（レコーディング） 2013年1月19日公開　監督：井口昇／出演：武田梨奈、松崎しげる、他／音楽：福田裕彦（配給：ウォーカーピクチャーズ／DVD・Blu-ray販売元：エイベックス・ピクチャーズ）

## 御木裕樹MODEL

### 御木裕樹MODEL（オリジナルグッズ・監修、開発、製作、販売）
| 年     | 御木裕樹MODEL 名称 | 監修・太鼓（楽器）製造メーカー・製作・発売元                                                                                        |
| ------ | --- | --- |
| 1995年 | 「御木裕樹MODEL 和太鼓フルセット」 - 「御木裕樹MODEL 盆太鼓」（本欅・長胴太鼓・宮太鼓）×2台 - 「御木裕樹MODEL 桶胴太鼓」（桶締太鼓）×2台 - 「御木裕樹MODEL ちび宮」（本欅・長胴太鼓・宮太鼓） - 「御木裕樹MODEL 5丁掛 締太鼓」（ロープ締・附締太鼓）×2台 - 「御木裕樹MODEL 3丁掛 締太鼓」（ロープ締・附締太鼓） - 「御木裕樹MODEL ちび桶」（桶胴太鼓・桶締太鼓・馬皮） - 「御木裕樹MODEL 団扇太鼓セット」（×9枚） - 「御木裕樹MODEL 大太鼓」（長胴太鼓・宮太鼓） （演奏プランにより2.2尺～3.5尺 大太鼓がセッティングされる） | 監修：御木裕樹 製造： ㈱宮本卯之助商店                                                                                              |
| 1995年 | 「御木裕樹MODEL 太鼓台」（各種太鼓用・複数種類） | 監修：御木裕樹 製造： ㈱宮本卯之助商店                                                                                              |
| 1995年 | 「御木裕樹MODEL 楽器ケース」（各種太鼓・台・他楽器用ケース） | 監修：御木裕樹 製造： ㈱宮本卯之助商店                                                                                              |
| 2000年 | 「御木裕樹MODEL かつぎ桶太鼓」 | 監修：御木裕樹 製造： ㈱宮本卯之助商店                                                                                              |
| 2003年 | 「御木裕樹MODEL バチ」（朴、樫など複数種類） | 監修：御木裕樹 製造： ㈱宮本卯之助商店 販売：御木裕樹音楽事務所／Hiroki Music Entertainment 及び、㈱宮本卯之助商店 店頭にて同時発売 |
| 2004年 | 「御木裕樹MODEL 5寸 チャッパ」 | 監修：御木裕樹 製造： ㈱宮本卯之助商店 販売：御木裕樹音楽事務所／Hiroki Music Entertainment 及び、㈱宮本卯之助商店 店頭にて同時発売 |
| 2004年 | 「御木裕樹MODEL バチ袋」（各種バチ用・複数種類） | 監修：御木裕樹 製作・発売元：御木裕樹音楽事務所／Hiroki Music Entertainment                                                         |
| 2004年 | 「御木裕樹MODEL チャッパケース」（5寸、6寸、7寸用） | 監修：御木裕樹 製作・発売元：御木裕樹音楽事務所／Hiroki Music Entertainment                                                         |
| 2004年 | 「御木裕樹MODEL 小物袋」（複数種類） | 監修：御木裕樹 製作・発売元：御木裕樹音楽事務所／Hiroki Music Entertainment                                                         |
| 2005年 | 「御木裕樹MODEL 6寸 チャッパ」 | 監修：御木裕樹 製造： ㈱宮本卯之助商店 販売：御木裕樹音楽事務所／Hiroki Music Entertainment 及び、㈱宮本卯之助商店 店頭にて同時発売 |
| 2005年 | 「御木裕樹MODEL 7寸 チャッパ」 | 監修：御木裕樹 製造： ㈱宮本卯之助商店 販売：御木裕樹音楽事務所／Hiroki Music Entertainment 及び、㈱宮本卯之助商店 店頭にて同時発売 |
| 2010年 | 「御木裕樹 ロゴTシャツ」 | 監修：御木裕樹 製作・発売元：御木裕樹音楽事務所／Hiroki Music Entertainment                                                         |

## ディスコグラフィ

### CDアルバム
| 発売日       | タイトル | アーティスト       | レーベル     | 品番      | 備考                                                                                               |
| ------------ | -------- | ------------------ | ------------ | --------- | -------------------------------------------------------------------------------------------------- |
| 2003年2月1日 | 風林火山 | 御木裕樹（和太鼓） | YANG RECORDS | YRCL92241 | 各種音楽配信サービスで配信されている。 ℗ 2003 御木裕樹音楽事務所 ℗ 2003 Hiroki Music Entertainment |

### DVD・VHS
| 発売日        | タイトル                                                           | アーティスト       | レーベル                                    | 品番      | 備考 |
| ------------- | ------------------------------------------------------------------ | ------------------ | ------------------------------------------- | --------- | --- |
| 2007年9月22日 | 和太鼓 御木裕樹 ライブ “スーパー和太鼓” 無限に広がる和太鼓の可能性 | 御木裕樹（和太鼓） | 著作・企画・製作・発売元 御木裕樹音楽事務所 | MHDV92271 | 各種ミュージックビデオ配信サービスで配信されている。 ℗ 2007 御木裕樹音楽事務所 ℗ 2007 Hiroki Music Entertainment |

### 主な参加CD
| 発売日         | タイトル                                                     | アーティスト            | レーベル                                                              | 品番        | 備考                                 |
| -------------- | ------------------------------------------------------------ | ----------------------- | --------------------------------------------------------------------- | ----------- | ------------------------------------ |
| 1991年         | TAKIO SPIRIT                                                 | 伊藤多喜雄＆TRYIN'TIMES | TAKIOプロモーション                                                   | FXD-7033    | 御木裕樹がかつて所属していたバンド。 |
| 1993年         | うたびと、はやしびと 伊藤多喜雄ライブ'93 （2枚組・ライブ版） | 伊藤多喜雄＆TRYIN'TIMES | TAKIOプロモーション                                                   | FXD-7102～3 | 御木裕樹がかつて所属していたバンド。 |
| 1996年7月1日   | 日本海                                                       | 楊興新（胡弓）          | ㈱ソニー・ミュージック エンターテインメント ソニーレコード            | SRCL 3578   | [ 注 4 ]                             |
| 1996年7月19日  | 龍宮                                                         | RYUGU                   | 販売元：株式会社ポニーキャニオン 発売元：センチュリーレコード株式会社 | CECC-10590  | 御木裕樹がかつて在籍していたバンド。 |
| 1997年10月22日 | 春よ                                                         | SHAH                    | KING RECORDS                                                          | KICH 2199   | 御木裕樹がかつて在籍していたバンド。 |
| 2001年2月21日  | VUNDA VUNDA                                                  | B.B.モフラン&BITASIKA   | KING RECORDS                                                          | KICP 785    | B.B.モフランのアルバムにゲスト参加。 |
| 2001年9月8日   | 春を待つ                                                     | 楊興新（胡弓）          | YANG RECORDS                                                          | YRCL 77094  | [ 注 8 ]                             |
| 2002年4月11日  | ホコラ                                                       | mcasi mcasi             | HOCORA RECORDS                                                        | HCL-001     |                                      |
| 2004年12月1日  | SAISON                                                       | 東京カラーTV.           | TEMPLA-RECORDs                                                        | TMPR-004    |                                      |
| 2005年8月10日  | 夢郷                                                         | 楊興新（胡弓）          | YANG RECORDS                                                          | YRCL77098   |                                      |
| 2007年8月8日   | 蒼風                                                         | 上妻宏光（津軽三味線）  | EMIミュージック・ジャパン                                             | TOCT-26304  | [ 注 9 ]                             |
| 2008年5月1日   | まぼろし花                                                   | 田村望圓（胡弓）        | YANG RECORDS                                                          | R-0850072OK |                                      |
| 2012年11月9日  | I LOVE YOU                                                   | 楊興新（胡弓）          | YANG RECORDS                                                          | YRCL 77101  | [ 注 10 ]                            |
| 2013年6月22日  | 櫻 ～ Eternally ～                                           | 楊雪（二胡）            | YANG RECORDS                                                          | YRCL 88002  |                                      |
| 2016年4月16日  | 黄砂                                                         | 楊興新（胡弓）          | YANG RECORDS                                                          | YRCL 77102  |                                      |
| 2018年8月15日  | スタートダッシュ! ＜通常盤＞                                 | ジャニーズWEST          | ジャニーズ・エンタテイメント ジャニーズ事務所                         | JECN-0539   | [ 注 11 ]                            |

### 主な参加DVD
| 発売日 | タイトル                                            | アーティスト            | レーベル                                             | 備考                                   |
| ------ | --------------------------------------------------- | ----------------------- | ---------------------------------------------------- | -------------------------------------- |
| 2003年 | スーパー桶太鼓ユニット zi-Pang“LIVE 2002”           | zi-Pang                 | 制作・著作・発売元 ㈲四丁目ファクトリー Beat@Lin-Den | 御木裕樹がかつて在籍していたユニット。 |
| 2003年 | かつぎ桶太鼓教則ビデオ 林田ひろゆきの桶太鼓“虎の巻” | 林田ひろゆき（和太鼓）  | 制作・発売元 ビートアットリンデン                    | 林田ひろゆきの教則DVDにゲスト参加。    |
| 2007年 | 伊賀忍者特殊軍団 阿修羅                             | 伊賀忍者特殊軍団 阿修羅 | 企画・製作 伊賀ポータル株式会社                      | 音楽：和太鼓奏者・御木裕樹             |

## 受賞歴
- 三重県・伊勢神宮での奉納演奏にて神宮文化芸能奉納会から感謝状授与（2002年）